# Tatort: Zerrissen
Zerrissen ist ein Fernsehfilm aus der Krimireihe Tatort. Der vom Südwestrundfunk produzierte Beitrag ist die 1258. Tatort-Episode und wurde am 21. Januar 2024 im SRF, im ORF und im Ersten erstausgestrahlt. Das Stuttgarter Ermittlerduo Lannert und Bootz ermittelt in seinem 32. Fall.

## Handlung
In Stuttgart wird ein Juweliergeschäft überfallen – der Juwelier Eugen Hager wird gefesselt, eine zufällig hinzukommende Kundin wird erstickt. Thorsten Lannert und Sebastian Bootz ermitteln gegen zwei verwandte Familien, die Gebrüder Mikel und Alan Maslov und deren Cousine und Cousin Julia und David Ellinger. Die Ellingers sind eine polizeibekannte Familie, der Vater sitzt im Gefängnis, der älteste Sohn starb bei einem illegalen Autorennen, Tochter Julia kümmert sich um die hochbetagte Großmutter und der dreizehnjährige David wohnt in einer Jugendhilfe-Einrichtung, wo er die junge Sozialarbeiterin Annarosa „Aro“ Neuffer verehrt.
Zunächst scheinen alle Beteiligten ein Alibi zu haben, doch die Ermittler bleiben an den Maslovs dran, vor allem als der Kleindealer Rachid Benani, der den Überfall beobachtet hatte, entführt wird. Lannert baut Vertrauen zu David auf, der sich offenkundig in einem Gewissenskonflikt befindet. Bootz kann die staats- und polizeifeindlich eingestellte Annarosa Neuffer überzeugen, ihm zu vertrauen. Von dieser erfährt er, dass David beim Überfall von Julia und den Maslov-Brüdern Schmiere gestanden hatte. Er habe auch die Tür zugehalten, als die später getötete Kundin fliehen wollte.
Von Alan Maslov erfahren Lannert und Bootz den Aufenthaltsort des entführten Augenzeugen. Vor Ort, im Keller eines alten Gewächshauses, nötigt Mikel Maslov seinen noch strafunmündigen Cousin David, den Entführten zu erschießen. Als die Polizei eintrifft, sind Mikel, Julia und David mit dem Entführten bereits geflohen. In der Autowerkstatt der Maslov-Brüder werden sie beim Versuch, die Beute aus einem Versteck zu holen, von der Polizei umstellt. David hilft dem Entführten aus dem Kofferraum. Mikel Maslov schießt auf den entführten Zeugen, trifft aber David und verletzt ihn schwer. Julia und Mikel werden festgenommen.

## Hintergrund
Der Film wurde vom 10. November 2022 bis zum 2. Dezember 2022 in Stuttgart, im Raum Baden-Baden und fünf Tage lang auf dem Aspichhof gedreht.
Bei der erstmaligen Ausstrahlung des Films am 21. Januar 2024 im Ersten war ungefähr neun Minuten lang die Übertragung des Center-Kanals des Dolby-Surround-Tones gestört, über welchen hauptsächlich gesprochene Sprache übertragen wird. Der zeitunabhängige Abruf über die Mediathek lief dagegen störungsfrei.

## Rezeption

### Kritiken
„[…] Sie alle legen sich wie Mehltau über das Leben des Jungen — brilliant und mit viel Feingefühl vom 16-jährigen Eisenacher Louis Guillaume gespielt. Wie er zum Schluss verloren zwischen Gewächshäusern versucht, seinen Weg zu finden, das bricht einem das Herz. Ein „Tatort“ mit der Wucht eines Shakespeare-Dramas, das sich für den „Deutschen Fernsehkrimipreis“ empfiehlt.“

### Einschaltquoten
Die Erstausstrahlung von Zerrissen am 21. Januar 2024 wurde in Deutschland von 8,39 Millionen Zuschauern gesehen und erreichte einen Marktanteil von 28,0 % für Das Erste.